# Jean Starobinski
Jean Starobinski (n. 17 noiembrie 1920, Geneva, Geneva, Elveția – d. 4 martie 2019, Morges⁠(d), cantonul Vaud, Elveția) a fost un teoretician și critic literar elvețian de limbă franceză.
A studiat literatura la Universitatea din Geneva (ca student al lui Marcel Raymond, unul dintre fondatorii Școlii de la Geneva), și medicina, specializându-se în psihiatrie. Până în 1985 a predat literatură franceză la Universitatea din Baltimore și apoi literatură franceză și istoria medicinei la Universitatea din Geneva.

## Opera critică
A debutat cu volumul „Montesquieu“ (1953; ed. a II-a, revizuită și adăugită, 1994).
A mai publicat volumele: 
- „J.-J. Rousseau, La Transparence et l`Obstacle, suivi de Sept Essais sur Rousseau“ (1958);
- „Histoire du Traitement de la Mélancolie, des origines a 1900“ (1960);
- „L`oeil vivant, I“ (1960; ediția a II-a adăugită, 1999);
- „L`Invention de la Liberté“ (1964);
- „L` oeil vivant II; La Relation critique“ („Relația critică“, 1970, trad. rom. de Al. George, 1974);
- „Portrait de l`Artiste en Saltimbanque“ (1970);
- „1789: Les Emblemes de la Raison“ (1973);
- „Les Mots sous les Mots, Les anagrammes de Ferdinand de Saussure“ (1974);
- „Trois Fureurs“ (1974);
- „Montaigne en Mouvement“ (1982);
- „Le Remede dans le Mal, critique et légitimation de l`artifice a l`âge des Lumieres“ (1989);
- „Diderot dans l`espace des Peintres“ (1991);
- „Action et Réaction, Vie et aventures d`un couple“ (1999);
- „La poeme d`invitation“ (2001)

## Afilieri
A fost membru asociat al mai multor instituții: Institut de France, American Academy of Arts and Letters, Deutsche Akademie für Sprache und Dichtung, Accademia dei Lincei.

## Premii și distincții
A primit Premiul internațional „Una vita per la letteratura“ Grinzane Cavour (1998), Prix National de l'Ecrit, Marele Premiu al Academiei Franceze, Premiul Nuova Antologia.